# Ібрагім Раїсі
Саїд Ібрагім Райсол-Садат (перс. سید ابراهیم رئیس‌الساداتی; 14 грудня 1960 — 19 травня 2024), більш відомий як Ібрагі́м Раїсі́ (перс. ابراهیم رئیسی , вимоваⓘ) — іранський політик-консерватор, мусульманський правознавець. Президент Ірану з 3 серпня 2021. Мав прізвиська «тегеранський м'ясник» та «іранський м'ясник», внаслідок організованих ним масових страт загинуло від 2800 до 30 тис. осіб.

## Життєпис
Працював на кількох посадах у судовій системі Ірану, таких як заступник голови судді (2004—2014), генеральний прокурор (2014—2016) та головний суддя (2019—2021). Він також був прокурором та заступником прокурора Тегерану в 1980-х та 1990-х. З 2016 по 2019 рік він був казначеєм та головою Астані Кудс Разаві, боніади. Він також є членом Асамблеї експертів з провінції Південний Хорасан, вперше обраний на виборах 2006 року.
Раїсі балотувався в президенти в 2017 році як кандидат консервативного Народного фронту Сил ісламської революції програвши чинному президентові Хасану Роухані, 57 % до 38,3 %. Він був одним із чотирьох осіб у комітеті обвинувачення, відповідального за страту тисяч політичних в'язнів в Ірані в 1988 році, який опозиційні групи Ісламської Республіки Іран та деякі західні ЗМІ називають Комітетом смерті. Проти нього діють санкції Управління з контролю за іноземними активами США відповідно до розпорядження 13876. Міжнародні правозахисні організації та спеціальні доповідачі ООН звинувачують його у злочинах проти людства. Раїсі вдруге успішно балотувався в президенти в 2021 році, змінивши на посаді Хассана Рухані.
Його адміністрація займається постачанням безпілотників та технологій їхнього виготовлення до Росії під час російського вторгнення в Україну у 2022.
19 травня 2024 гелікоптер в якому він перебував з міністром закордонних справ Хусейном Аміром-Абдуллахіаном, та ще кількома урядовцями, зазнав катастрофи, після якої він зник. Згодом ЗМІ підтвердили інформацію про його загибель.
Напередодні своєї загибелі відвідував відкриття спільної з Азербайджаном греблі на річці Аракс.

## Раннє життя
Ібрагім Раїсі народився 14 грудня 1960 року в перській родині в районі Ноган, штат Мешхед. Його батько — Сеєд Хаджі — помер, коли Ібрагіму було 5 років.

### Академічна освіта
Про шкільні роки Раїсі нічого невідомо. Він стверджував, що здобув ступінь доктора приватного права в Університеті Мотахарі, проте доказів цього немає.

### Служба
Почав навчатися в семінарії Кум у віці 15 років. Тоді ж він почав навчатись у Наввабській школі. Після цього пішов до школи аятоли Саєда Мухаммада Мусаві Нежада, і його навчання збіглося з навчанням інших студентів. 1976 року поїхав до Кума, щоб продовжити навчання в школі аятоли Боруджерді. Він був учнем Сейід Хоссейн Боруджерді, Мутаххарі, Аболгасем Хазан, Хоссейн Нурі Хамедані, Алі Мешкіні і Мортеза Пасандідеха. Згодом Раїсі знову оголосив себе аятолою незадовго до президентських виборів 2021 року.

## Судова кар'єра

### Перші роки
У 1981 році його призначили прокурором Караджа. Пізніше також призначили прокурором Хамадану (обіймав обидві посади разом). Одночасно він працював у двох містах на відстані 300 км одне від одного. Через чотири місяці його призначили прокурором провінції Хамадан.

### Заступник прокурора Тегерану
Він був призначений заступником прокурора Тегерану в 1985 році і переїхав до столиці. Через три роки і на початку 1988 року він став близьким до Рухолли Хомейні і отримував від нього спеціальні укази (незалежні від судової влади) для вирішення правових питань у деяких провінціях, таких як Лорестан, Семнан та Керманшах.

### Страти 1988 року
Хуссейн-Алі Монтазері назвав Раїсі одним із чотирьох людей, причетних до страт іранських політичних в'язнів у 1988 році. Іншими особами були Мортеза Ешрагі (прокурор Тегерана), Хоссейн-Алі Найєрі (суддя) та Мостафа Пурмохаммаді (представник МВС в Евіні). Імена перших двох осіб згадуються в наказі Хомейні. Пурмохаммаді заперечував свою роль, але Раїсі ще не коментував це питання.
Розстріли іранських політичних в'язнів 1988 року — це серія державних розстрілів політичних в'язнів по всьому Ірану з 19 липня 1988 року, що тривали п'ять місяців. Більшість вбитих були прихильниками народних моджахедів Ірану, хоча прихильників інших лівих фракцій, включаючи федаянців і партію Туде Ірану (Комуністична партія), також стратили. За даними Amnesty International, тисячі політичних в'язнів викрадали і утримували в іранських ізоляторах по всій країні, та без судового розгляду їх вбивали згідно з розпорядженням Верховного керівника Ірану. Багато вбитих у цей час піддавались тортурам та іншим жорстоким, нелюдським або таким, що принижують гідність, поводженню чи покаранням.
Вбивства були описані як політична чистка без прецедентів у сучасній історії Ірану як за масштабами, так і за межами охорони. Однак точна кількість страчених в'язнів залишається суперечливим питанням. Amnesty International, після опитування десятків родичів, обчислює число тисячами; а потім — заступник верховного лідера Рухолли Хомейні Хуссейн-Алі Монтазері вказав у своїх мемуарах число від 2800 до 3800 але за альтернативною оцінкою ця цифра перевищує 30 000. Через велику кількість в'язнів групою по шестеро завантажували у автонавантажувачі та через пів години вішали на крани.

### Керівні посади
Після смерті Хомейні та обрання Алі Хаменеї новим верховним лідером новопризначений голова юстиції Мохаммад Язді призначив Раїсі прокурором Тегерану. Він обіймав цю посаду протягом п'яти років з 1989 по 1994 рік. У 1994 році призначений керівником Генеральної інспекційної служби.
З 2004 по 2014 рік Раїсі обіймав посаду першого заступника голови судді Ірану, призначений головою судді Махмудом Хашемі Шахруді. Він зберіг свою посаду в перший термін Садека Ларіджані на посаді голови суду. Пізніше його призначили генеральним прокурором Ірану в 2014 році, обіймав цю посаду до 2016 року, коли подав у відставку з посади голови Астану Кудс Разаві. Він також працював прокурором Спеціального канцелярійного суду.

## Президентські вибори 2017 року

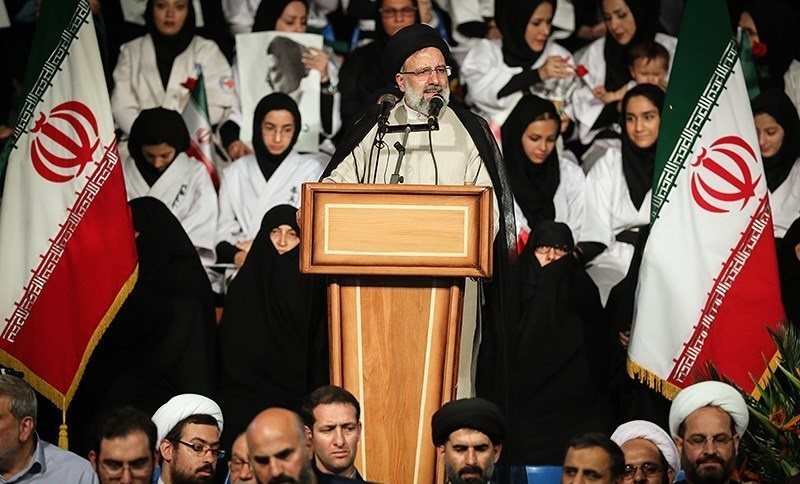
Раїсі виступає на мітингу президентської кампанії на тегеранському стадіоні «Шахід Шируді»

Раїсі називали одним із кандидатів у президенти від Народного фронту Сил ісламської революції (JAMNA) у лютому 2017 року. Його кандидатуру також підтримав Фронт стабільності ісламської революції. Він офіційно оголосив про своє балотування в заяві, опублікованій 6 квітня, і назвав свою «релігійну та революційну відповідальність балотуватися», посилаючись на необхідність «фундаментальних змін у виконавчому управлінні країни» та уряду, який «бореться з бідністю та корупцією». 14 квітня 2017 року він зареєструвався в Міністерстві внутрішніх справ, заявивши, що настав час виконувати права громадянства, а не лише писати акт.
15 травня 2017 року кандидат від консерваторів Мохаммад Багер Галибаф зняв свою кандидатуру на користь Раїсі. Припускали, що Галібаф стане першим віцепрезидентом Раїсі, якщо його обрати. Вони також долучились до передвиборчої акції в Тегерані між собою.
У кількох джерелах Раїсі описувався як можливий наступник верховного лідера Ірану, аятоли Алі Хаменеї. У 2019 році Саїд Голкар з «Аль-Джазіри» назвав Раїсі «найімовірнішим наступником аятоли Алі Хаменеї» на посаді Верховного лідера Ірану. У 2020 році Декстер Філкінс описав його як «часто згадуваного» як наступника Хаменеї.
Після оголошення результатів виборів Раїсі отримав 15 786 449 із 42 382 390 (38,30 % голосів), програвши чинному президентові Рухані та посівши друге місце. Він не привітав Рухані з переобранням на посаду президента і попросив Раду опікунів розглянути «порушення закону» до та під час виборів зі 100 сторінками доданої документації.

## Президентство
У 2021 році Раїсі знову балотувався в президенти і переміг на виборах.

## Смерть
19 травня 2024 року Раїсі загинув під час авіатрощі його гелікоптера поблизу іранської Джульфи, на кордоні з Азербайджаном. В авіакатастрофі також загинули міністр МЗС Хусейн Амір-Абдуллахіан та кілька інших чиновників. Напівофіційне іранське інформаційне агентство Mehr News повідомило, що він «став мучеником катастрофи». Раїсі є другим президентом Ірану, який помер на посаді, після Мохаммада-Алі Раджаї, який загинув під час вибуху в 1981 р.

## Політичні погляди
Раїсі підтримував сегрегацію за статтю. В інтерв'ю 2014 року він сказав про заплановану сегрегацію в муніципалітеті Тегерана, що «більшість жінок краще працюють у невимушеній атмосфері». Він також був прихильником ісламізації університетів, цензурування Інтернету та цензури західної культури.

### Економіка
У 2017 році Раїсі повідомив: «Я бачу активізацію економіки опору єдиним способом покласти край бідності та знедоленості в країні». Він підтримує розвиток аграрного сектору над комерційною роздрібною торгівлею, що «врешті-решт принесе користь іноземним брендам».
У 2017 році він пообіцяв потроїти щомісячні державні виплати, що складають 450 000 ріалів на громадянина, для подолання корупції та створення шести мільйонів робочих місць.

### Зовнішня політика

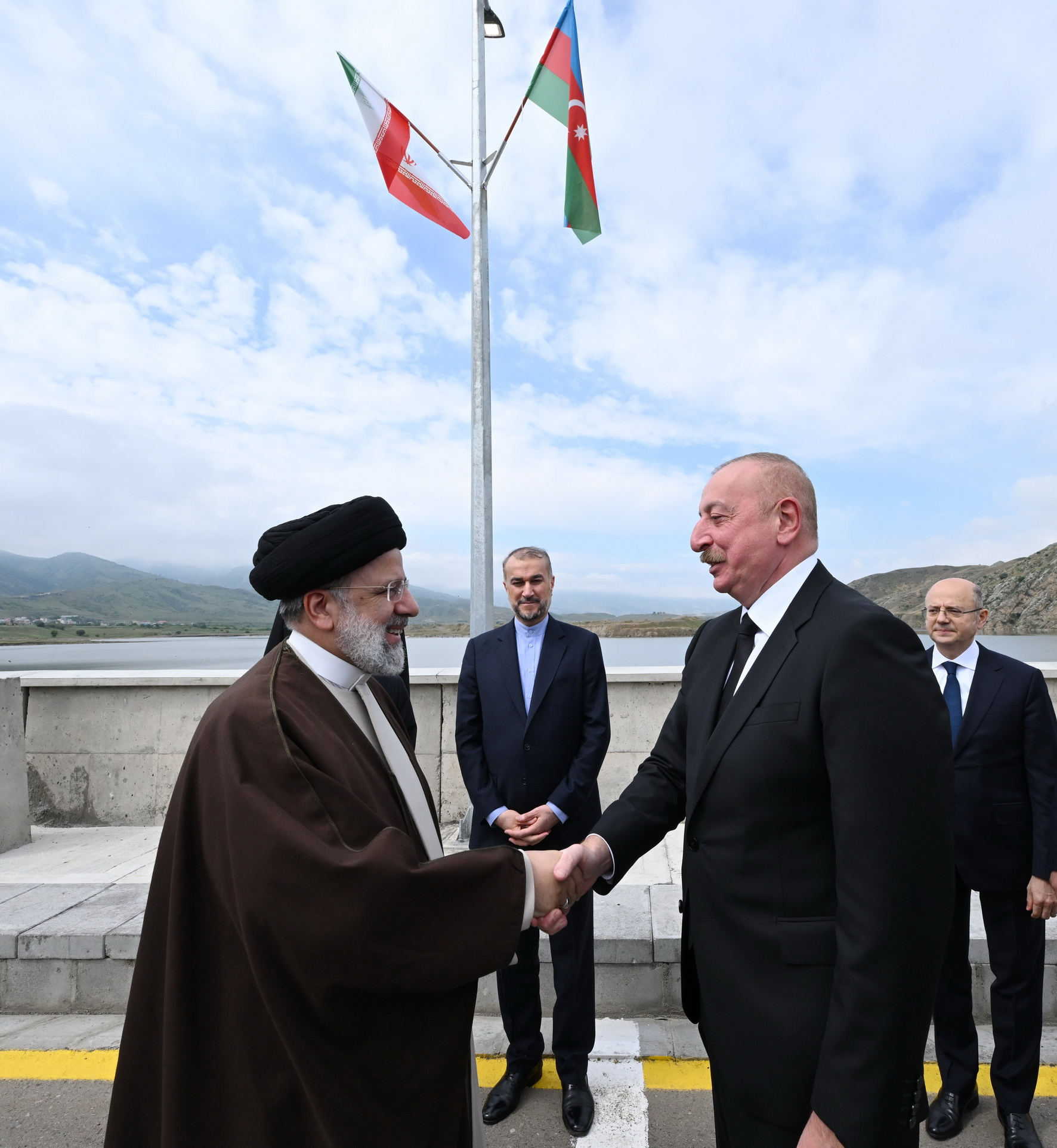
Раїсі з Ільхамом Алієвим на кордоні з Азербайджаном 19 травня 2024 року, за кілька годин до його смерті

Відповідаючи журналістам про його зовнішню політику, він сказав, що «це має налагодити зв'язки з усіма країнами, крім Ізраїлю».

## Історія виборів
| Рік  | Вибори             | Голоси     | %        | Ранг | Примітки |
| ---- | ------------------ | ---------- | -------- | ---- | -------- |
| 2006 | Асамблея експертів | 200 906    | 68,6 %   | 1-й  | Виграв   |
| 2016 | Асамблея експертів | ▲ 325 139  | ▲ 80,0 % | 1-й  | Виграв   |
| 2017 | Президент          | 15835794   | 38,28 %  | 2-й  | Програв  |
| 2021 | Президент          | 17 926 345 | 61,95 %  | 1-й  | Виграв   |
| 2024 | Асамблея експертів | 275,463    | 82.57 %  | 1-й  | Виграв   |

## Особисте життя
- Дружина з 1985 року — Джаміле Аламолхода, дочка імама Мешхеда п'ятничних молитов Ахмада Аламолходи, доцент Тегеранського університету, президент університетського Інституту фундаментальних досліджень науки і техніки.[85]
- Дві доньки. двоє онуків. Одна з дочок навчалася в університеті Шаріфа, а друга в Тегеранському університеті.[86]

## Санкції США
У листопаді 2019 року був доданий до списку спеціально позначених громадян і заблокованих осіб США за просування внутрішнього та іноземного гніту режиму Алі Хаменеї.